# Pors Fotball
Az Pors Fotball egy norvég labdarúgócsapat Porsgrunn városában, amely a norvég negyedosztályban szerepel. Hazai mérkőzéseit a 7 000 néző befogadására alkalmas Pors Stadionban játssza.
A klub 1937 és 1949 között, illetve 1970-ben a klub az első osztályban szerepelt.

## Legutóbbi szezonok
| Szezon             | Poz. | M  | Gy | D | V | RG | KG | P  | Kupa   | Megjegyzés |
| ------------------ | ---- | -- | -- | - | - | -- | -- | -- | ------ | ---------- |
| 2022 - 3. divisjon | 3.   | 26 | 16 | 4 | 6 | 67 | 39 | 52 | 1. kör |            |

## Ismertebb játékosok, edzők
- Dag-Eilev Fagermo
- Onyekachi Hope Ugwuadu
- Tobias Lauritsen

## További hivatkozások
- Hivatalos honlapja